# Grand Prix automobile de Belgique 2005
GP précédent GP suivant

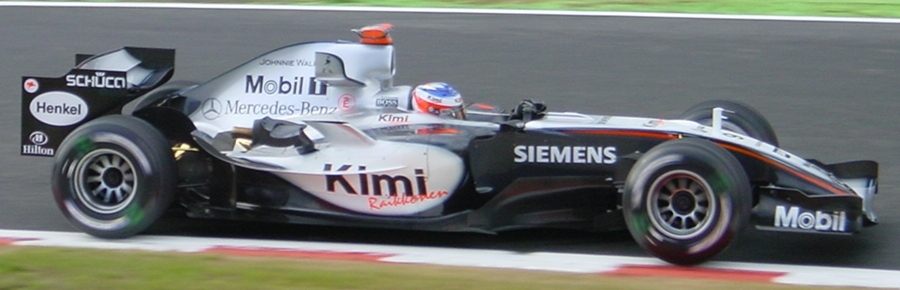
Kimi Räikkönen remporte le Grand Prix de Belgique 2005

Le Grand Prix automobile de Belgique 2005 (2005 Formula 1 Belgian Grand Prix), disputé sur le circuit de Spa-Francorchamps le 11 septembre 2005, est la 747e épreuve du championnat du monde de Formule 1 courue depuis 1950 et la seizième manche du championnat 2005.

## Qualifications
| Pos | N° | Pilote               | Écurie            | Temps          | Écart     |
| --- | -- | -------------------- | ----------------- | -------------- | --------- |
| 1   | 10 | Juan Pablo Montoya   | McLaren-Mercedes  | 1 min 46 s 391 |           |
| 2   | 9  | Kimi Räikkönen       | McLaren-Mercedes  | 1 min 46 s 440 | + 0 s 049 |
| 3   | 6  | Giancarlo Fisichella | Renault           | 1 min 46 s 497 | + 0 s 106 |
| 4   | 16 | Jarno Trulli         | Toyota            | 1 min 46 s 596 | + 0 s 205 |
| 5   | 5  | Fernando Alonso      | Renault           | 1 min 46 s 760 | + 0 s 369 |
| 6   | 17 | Ralf Schumacher      | Toyota            | 1 min 47 s 401 | + 1 s 010 |
| 7   | 1  | Michael Schumacher   | Ferrari           | 1 min 47 s 476 | + 1 s 085 |
| 8   | 12 | Felipe Massa         | Sauber-Petronas   | 1 min 47 s 867 | + 1 s 476 |
| 9   | 3  | Jenson Button        | BAR-Honda         | 1 min 47 s 978 | + 1 s 587 |
| 10  | 7  | Mark Webber          | Williams-BMW      | 1 min 48 s 071 | + 1 s 680 |
| 11  | 4  | Takuma Satō          | BAR-Honda         | 1 min 48 s 353 | + 1 s 962 |
| 12  | 14 | David Coulthard      | Red Bull-Cosworth | 1 min 48 s 508 | + 2 s 117 |
| 13  | 2  | Rubens Barrichello   | Ferrari           | 1 min 48 s 550 | + 2 s 159 |
| 14  | 11 | Jacques Villeneuve   | Sauber-Petronas   | 1 min 48 s 889 | + 2 s 498 |
| 15  | 8  | Antônio Pizzonia     | Williams-BMW      | 1 min 48 s 898 | + 2 s 507 |
| 16  | 15 | Christian Klien      | Red Bull-Cosworth | 1 min 48 s 994 | + 2 s 603 |
| 17  | 20 | Robert Doornbos      | Minardi-Cosworth  | 1 min 49 s 779 | + 3 s 388 |
| 18  | 21 | Christijan Albers    | Minardi-Cosworth  | 1 min 49 s 842 | + 3 s 451 |
| 19  | 18 | Tiago Monteiro       | Jordan-Toyota     | 1 min 51 s 498 | + 5 s 107 |
| 20  | 19 | Narain Karthikeyan   | Jordan-Toyota     | 1 min 51 s 675 | + 5 s 284 |

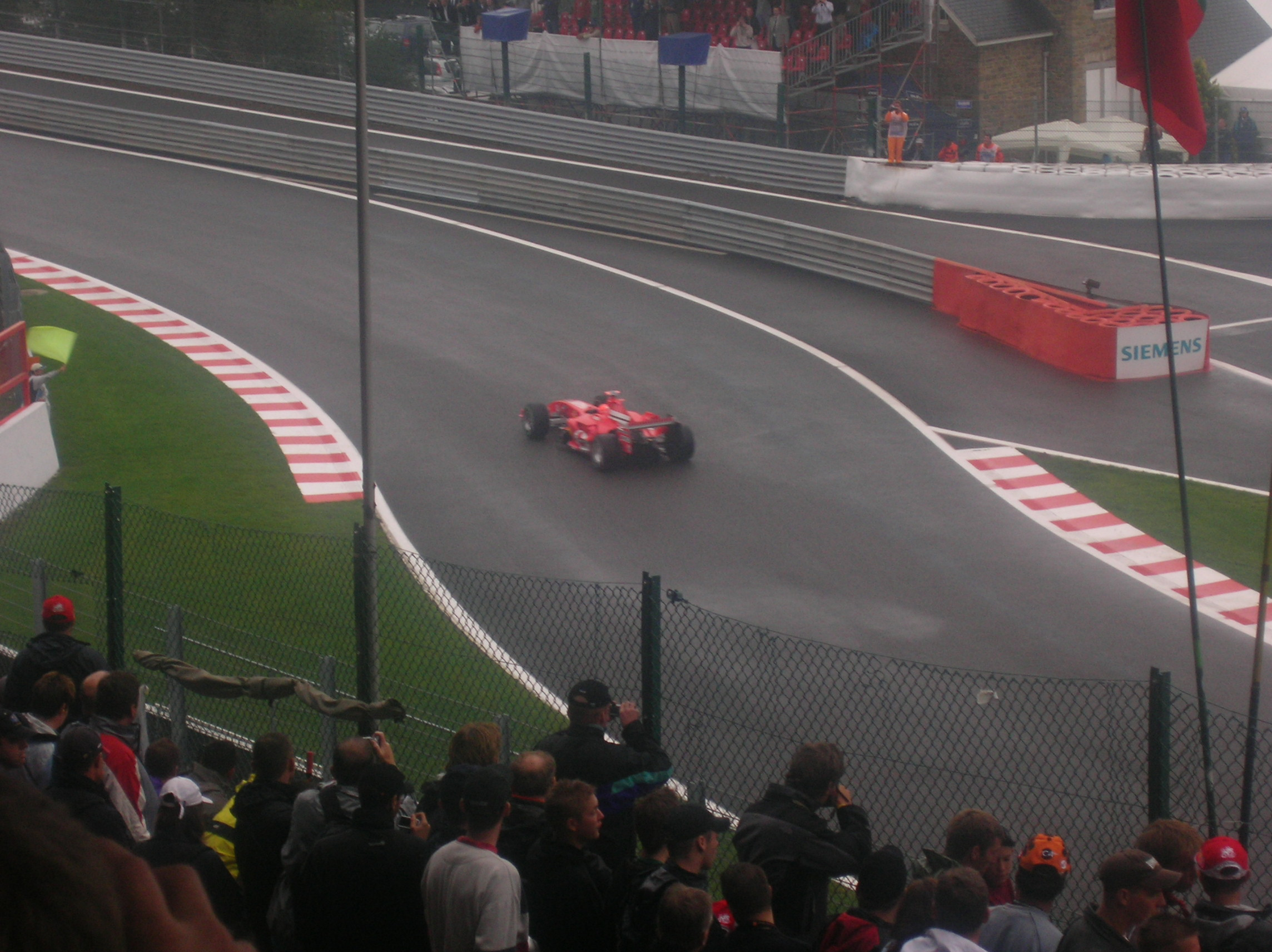
Michael Schumacher à l'assaut du raidillon lors du Grand Prix de Belgique 2005

- Giancarlo Fisichella a reçu une pénalité de 10 places dans la grille de départ pour avoir changé de moteur entre le dernier entraînement et les qualifications du samedi. Il s'est donc élancé de la 13e place.

## Classement
| Pos  | N° | Pilote               | Écurie            | Tours | Temps/Abandon                      | Grille | Points |
| ---- | -- | -------------------- | ----------------- | ----- | ---------------------------------- | ------ | ------ |
| 1    | 9  | Kimi Räikkönen       | McLaren-Mercedes  | 44    | 1 h 30 min 01 s 295 (204,580 km/h) | 2      | 10     |
| 2    | 5  | Fernando Alonso      | Renault           | 44    | + 28 s 394                         | 4      | 8      |
| 3    | 3  | Jenson Button        | BAR-Honda         | 44    | + 32 s 077                         | 8      | 6      |
| 4    | 7  | Mark Webber          | Williams-BMW      | 44    | + 1 min 09 s 167                   | 9      | 5      |
| 5    | 2  | Rubens Barrichello   | Ferrari           | 44    | + 1 min 18 s 136                   | 12     | 4      |
| 6    | 11 | Jacques Villeneuve   | Sauber-Petronas   | 44    | + 1 min 27 s 435                   | 14     | 3      |
| 7    | 17 | Ralf Schumacher      | Toyota            | 44    | + 1 min 27 s 574                   | 5      | 2      |
| 8    | 18 | Tiago Monteiro       | Jordan-Toyota     | 43    | + 1 tour                           | 19     | 1      |
| 9    | 15 | Christian Klien      | Red Bull-Cosworth | 43    | + 1 tour                           | 16     |        |
| 10   | 12 | Felipe Massa         | Sauber-Petronas   | 43    | + 1 tour                           | 7      |        |
| 11   | 19 | Narain Karthikeyan   | Jordan-Toyota     | 43    | + 1 tour                           | 20     |        |
| 12   | 21 | Christijan Albers    | Minardi-Cosworth  | 42    | + 2 tours                          | 18     |        |
| 13   | 20 | Robert Doornbos      | Minardi-Cosworth  | 41    | + 3 tours                          | 17     |        |
| 14   | 10 | Juan Pablo Montoya   | McLaren-Mercedes  | 40    | + 4 tours                          | 1      |        |
| 15   | 8  | Antônio Pizzonia     | Williams-BMW      | 39    | + 5 tours                          | 15     |        |
| Abd. | 16 | Jarno Trulli         | Toyota            | 34    | Accident                           | 3      |        |
| Abd. | 14 | David Coulthard      | Red Bull-Cosworth | 18    | Moteur                             | 11     |        |
| Abd. | 1  | Michael Schumacher   | Ferrari           | 13    | Accident                           | 6      |        |
| Abd. | 4  | Takuma Satō          | BAR-Honda         | 13    | Accident                           | 10     |        |
| Abd. | 6  | Giancarlo Fisichella | Renault           | 10    | Accident                           | 13     |        |

## Pole position et record du tour
- Pole position : Juan Pablo Montoya en 1 min 46 s 391
- Tour le plus rapide : Ralf Schumacher en 1 min 51 s 453 au 43e tour.

## Tours en tête
- Juan Pablo Montoya : 32 (1-32)
- Kimi Räikkönen : 12 (33-44)

## Statistiques
- 8e victoire pour Kimi Räikkönen.
- 146e victoire pour McLaren en tant que constructeur.
- 51e victoire pour Mercedes en tant que motoriste.
- Antônio Pizzonia provoque un accident avec Juan Pablo Montoya, alors second de la course, mettant fin au suspense final. Les organisateurs lui infligeront une amende de 8 000 $.
- Jacques Villeneuve, parti de la 14e place, finira 6e grâce à une stratégie à un seul arrêt au stand, alors que certains de ses concurrents choisirent jusqu'à 5 arrêts.
- Au 14e tour, Takuma Satō heurte la voiture de Michael Schumacher, ils abandonnent la course tous les deux. Les commissaires de course considéreront que Takuma Satō est le responsable de cette collision et le condamnent à une pénalité de 10 places sur la grille de départ pour le Grand Prix suivant.
- Ralf Schumacher pouvait prétendre au podium lorsqu'il était le plus rapide en piste mais son équipe le rappela pour lui monter des pneus secs alors que la piste affichait une humidité encore importante. Il ne terminera que 7e, signant toutefois le meilleur tour en course.